# Bootanomyia maculipennis
Bootanomyia maculipennis is een vliesvleugelig insect uit de familie Torymidae. De wetenschappelijke naam is voor het eerst geldig gepubliceerd in 1979 door Yasumatsu & Kamijo.